# Zeno Debast
Zeno Koen Debast, född 24 oktober 2003 i Halle, Belgien, är en belgisk fotbollsspelare (mittback) som spelar för Anderlecht och Belgiens landslag.

## Landslagskarriär
Debast debuterade för Belgiens landslag den 22 september 2022 i en 2–1-vinst över Wales. I november 2022 blev Debast uttagen i Belgiens trupp till VM 2022.